# Парламент Азербайджанской Демократической Республики
Парламент Азербайджанской Демократической Республики  — орган, осуществлявший законодательную власть в стране.

## История и создание
28 мая 1918 года мусульманская фракция Закавказского сейма объявила себя Национальным советом Азербайджана. Тем самым, в действительности, был создан первый Парламент Азербайджана и заложена основа первой парламентской республики. Как заявлялось в Декларации независимости, провозглашённой Национальным советом «До созыва Учредительного собрания во главе управления всем Азербайджаном стоит Национальный Совет, избранный народным голосованием, и Временное правительство, ответственное перед Национальным собранием».
17 сентября 1918 года, через три месяца после формирования кабинета Фатали хана Хойского, правительство переехало в Баку. Баку был объявлен столицей. Правительство, оставшееся верным правовым нормам и порядкам управления парламентской республики, приступило к подготовке созыва Учредительного собрания. С этой целью была создана специальная комиссия. По инициативе и обращению Фатали хана Хойского 16 ноября Национальный совет Азербайджана возобновил свою деятельность и по предложению председателя правительства взял на себя функцию по созыву Учредительного собрания.
На заседании Национального совета Азербайджана, состоявшемся 19 ноября 1918 года под председательством М. Э. Расулзаде, были приняты важнейшие решения в истории азербайджанского парламентаризма. Несмотря на то, что Азербайджанская Демократическая Республика начала свою деятельность в чрезвычайно сложной ситуации того времени, она придерживалась курса предельно демократического развития. На упомянутом собрании было отмечено, что в парламенте должны быть представлены все народы, проживающие на территории государства.
По данным, представленным в «Кавказском календаре», на этой территории жило 2.750.000 человек населения. Из них 1.900.000 человек были мусульмане, 500.000 человек армяне, а 230.000 человек русские. Из расчета по одному представителю на каждые 24 тысячи человек мусульмане должны были делегировать 80, армяне — 21, русские — 10 представителей. Было решено формировать Парламент Азербайджана из 120 человек. По закону, 8 из 21 армянского представителя, подлежащего избранию в Парламент, должны были быть избраны от Гянджинского, 8 — Шушинского, и 5 — Бакинского армянских комитетов. От русского населения Баку Русский национальный совет должен быть отправить 10, национальная организация немецкого населения — 1, еврейский национальный совет — 1, грузинский комитет — 1 и польский комитет — 1 представителя. Помимо того, в законе также было предусмотрено присутствие в Парламенте Азербайджанской Республики 3 представителей от Совета бакинской профсоюзной организации, и 2 представителей от Бакинского торгово-промышленного общества. Члены Парламента обладали депутатской неприкосновенностью.
На основании решения заседания Национального совета Азербайджана от 19 ноября 1918 года, 44 представителя от тюрков-мусульман, избранные ещё в конце 1917 года во Всероссийское учредительное собрание, автоматически включались в состав вновь создававшегося парламента. Остальные 36 депутатов от мусульман и представители других национальностей должны были быть избраны заново. Формирование нового парламента должно было быть завершено к 3 декабря 1918 года.

29 ноября 1918 года Национальный совет Азербайджана обратился к народу с воззванием «Ко всем гражданам Азербайджана!» на азербайджанском и русском языках: 
Граждане! Национальный Совет Азербайджана, взявший перерыв с учетом чрезвычайного положения войны и революции, по требованию времени снова собрался в столице Азербайджана Баку. Принятый Национальным Советом первый закон преобразовал форму состоявшего из мусульман Национального Совета в государственную форму. По принятому 19 числа сего месяца закону Национальный Совет до 3 декабря превратится в парламент, состоящий из 120 членов. В члены парламента привлечены представители национальных меньшинств и адвокаты из регионов страны. Учрежденный таким образом совет встанет во главе нашей родины до собрания Национального Совета Азербайджана, решит его судьбу, организует правительство и защитит его интересы… оставим в стороне вражду и разногласия, которые не дают нам ничего, кроме бедствия и нищеты. История поставила всех нас перед необходимостью жить вместе. Давайте построим нашу жизнь на справедливых и гуманных основаниях, давайте будем любить и уважать друг друга, чтобы легко переносить естественные трудности новой жизни, невзирая на национальные и религиозные различия. Все граждане Азербайджана являются сыновьями одной родины. Для совместного построения жизни и достижения своего счастья они должны протянуть друг другу руки и помочь друг другу .
7 декабря 1918 года в час дня в здании бывшей школы для девочек Гаджи Зейналабдина Тагиева (здание нынешнего Института рукописей НАН Азербайджана) состоялось торжественное открытие Парламента Азербайджана. Это был первый на всем мусульманском Востоке парламент, сформированный на основе самых демократических принципов того времени. На открытии парламента председатель Национального совета Азербайджана Мамед Эмин Расулзаде выступил с обширной поздравительной речью.
По предложению фракции «Мусават» Алимардан бек Топчибашев был избран председателем парламента, а Гасан бек Агаев его первым заместителем. Так как А.Топчибашев отправился на Парижскую мирную конференцию, деятельностью парламента руководил Г. Агаев. На первом заседании парламента была принята отставка правительства Фатали хана Хойского и решено сформировать новое правительство. Формирование нового правительства вновь было поручено Ф. Хойскому.
26 декабря 1918 года Ф. Хойский выступил в парламенте со своей программой и представил на утверждение состав нового правительства. Парламент принял программу правительства и выразил доверие сформированному Ф. Хойским правительству.
Одним из важнейших поучительных уроков отечественной истории в период начала деятельности азербайджанского Парламента явилось то, что несмотря на выделение армянам 21, а русским 10 мест в первом азербайджанском парламенте, они не приняли участие в открытии Парламента. Русский национальный совет решил бойкотировать парламент, хоть и не имел никакого морального права говорить от имени русского населения, проживающего в Азербайджане. Они пытались доказать, что Азербайджан, провозгласив свою независимость, выступил против идеи «единой и неделимой России». Якобы участие Русского национального совета в парламенте и правительстве означало бы «признание факта отделения Азербайджана от России», что открыло бы путь к признанию Азербайджана в международном мире. Решение, принятое Русским национальным советом, не отражало мнение русского населения, поддерживающего созыв азербайджанского парламента и участие в нём своих представителей. Так, действующее в Баку «Русско-Славянское Общество», обратившись к председателю Национального совета Азербайджана М. Э. Расулзаде, просит дать согласие на доступ представителей данного общества в Парламент для участия в общем государственном строительстве в Азербайджане.
Армяне, не смирившиеся с независимостью Азербайджана в тот период, также поддержали Русский Национальный Совет, и некоторое время не принимали участия на заседаниях Парламента. Тактика неучастия армян в азербайджанском Парламенте продолжается более двух месяцев. И наконец, они решают принять участие в Парламенте. Они создают в азербайджанском Парламенте две фракции — армянскую и «Дашнакцутюн». Их дальнейшая деятельность в Парламенте показала, что главной целью участия армян в азербайджанском парламенте являлось не служба формированию азербайджанской государственности, развитию экономики и культуры Азербайджана, а получение новой трибуны для пропаганды своих шовинистически-сепаратистских идей о «Великой Армении».
Помимо этого, функционирование в составе парламента с численностью не более 100 человек 11 фракций и групп, сосредоточившего всю высшую власть в стране в своих руках, создавало серьёзное препятствие для государственного строительства в крайне сложной внутренней и международной обстановке. Во многих случаях отдельные фракции и группы ставили ограниченные интересы своих фракций и групп выше общенациональных интересов.
Азербайджанский парламент с первого дня своего формирования строит свою работу на организационных принципах, свойственных демократическим республикам. Законом о формировании Парламента состав его был установлен в 120 человек, однако по различным причинам такого числа депутатов в период его деятельности избрано не было.
Тем не менее, парламент на протяжении всей своей деятельности, в том числе и в период беспрерывного 17-месячного функционирования, своим опытом строительства независимого государства, принятыми высокоуровневыми законодательными актами и решениями, оставил глубокий и богатый след в истории азербайджанской государственности, и в частности, в истории парламентской культуры.
На первых заседаниях азербайджанского Парламента партийные фракции и группы, участвующие в его работе, заявляют о своих программах самодеятельности. В данных заявлениях внимание привлекала общая цель — сохранение независимости и территориальной неприкосновенности, национальных и политических прав молодой Азербайджанской Республики, установление и укрепление дружеских связей азербайджанского народа и правительства с другими, в частности, с соседними народами и правительствами, установление в республике демократически-правового государственного строя, осуществление масштабных социальных реформ, создание сильной армии, способной защитить страну.

### I период парламента
Первый период продолжался с 27 мая до 19 ноября 1918 года. На протяжении этих шести месяцев первый азербайджанский парламент, функционировавший под названием Национального Совета Азербайджана и состоявший из 44 представителей тюрок-мусульман, принял важнейшие исторические решения. Первый азербайджанский парламент 28 мая 1918 года провозгласил независимость Азербайджана, взял на себя управление страной и принял историческую Декларацию независимости.
Декларация независимости, провозглашенная в то время Национальным советом Азербайджана в очень сложный и решающий исторический момент в Тифлисе — резиденции кавказского наместника, будучи самым блестящим юридическим документом истории азербайджанской демократии и традиций парламентаризма, сохраняет свое историческое и практическое значение по сегодняшний день.
В период деятельности Национального совета вместе с учредительным собранием азербайджанского парламента было проведено всего 10 заседаний. Первое заседание состоялось 27 мая 1918 года в Тифлисе, а последнее — 19 ноября 1918 года в Баку. 27 мая был учрежден Национальный совет Азербайджана а 17 июня, временно приостановив свою деятельность, он передал всю законодательную и исполнительную власть Временному правительству с условием созыва Учредительного собрания не позднее, чем через 6 месяцев. После переезда правительства Народной Республики 17 сентября 1918 года в Баку, Национальный совет Азербайджана 16 ноября возобновил свою деятельность. 19 ноября Национальный совет Азербайджана принял закон о созыве 3 декабря того же года Учредительного собрания — азербайджанского парламента расширенного состава, и приостановил свою деятельность. Таким образом, парламент Азербайджана в этот период, вернее в период Национального совета, осуществлял свою деятельность в Тифлисе, Гяндже и Баку.

### II период парламента
Второй период парламента, именуемый Бакинским периодом, продолжался всего 17 месяцев — с 7 декабря 1918 года до 27 апреля 1920 года. Первое заседание состоялось 7 декабря 1918 года, а последнее — 27 апреля 1920 года. За этот период было проведено всего 145 заседаний Парламента. 15 из данных заседаний не состоялись ввиду отсутствия кворума. Два из оставшихся 130 заседаний были историческими — 28 мая и 15 сентября (1919 года) в честь первой годовщины Независимости Азербайджана и освобождения Баку соответственно; четыре торжественными — в честь 2-й и 3-й годовщины Великой Русской Революции 12 марта 1919 года и 12 марта 1920 года; заключения договора о военном сотрудничестве между Азербайджаном и Грузией 27 июня 1919 года и признание де-факто государствами-участниками Парижской мирной конференции независимости Азербайджана 14 января 1920 года. А два были проведены в связи с чрезвычайным событием — объявлением Арменией войны Грузии 20 декабря 1918 года и в честь утверждения договоров об экономическом сотрудничестве, заключенных между Грузией и Азербайджаном. На остальных заседаниях обсуждались вопросы внутренней и внешней политики страны, экономические и финансовые вопросы, обсуждение и принятие законодательных актов, формирование армии и другие вопросы .
На всех этих заседаниях парламент, оставаясь верным принципам, определённым Декларацией независимости, и учитывая конкретную историческую обстановку, принимал чрезвычайно важные законы и решения, направленные на обеспечение территориальной целостности и сохранение независимости страны, создание современнейшего демократического государства, в котором в полной мере обеспечивались бы права и свободы человека. Все эти законы и решения, в конечном итоге, были направлены на формирование трех ветвей власти — законодательной, исполнительной и судебной.
Парламент Азербайджана, действовавший в очень сложной внутренней и международной исторической обстановке, когда крупные государства вступили в решающий этап борьбы за раздел мира в период Первой мировой войны, и над страной нависла угроза очередной оккупации, направил значительную часть своей деятельности на сохранение государственной независимости и вопросы формирования армии. При обсуждении законов и постановлений, принятых Парламентом в данной сфере, члены Парламента, как правило, демонстрировали солидарность и единогласие.

## Парламент и образование
Несмотря на функционирование в очень сложных условиях, правительство и парламент Республики, стремящиеся увековечить национальное возрождение народа, держали в центре внимания вопросы развития науки, образования, народного просвещения и здравоохранения. В 1918 году было образовано Министерство народного просвещения, главной целью которой было обеспечение и поддержка высокого уровня грамотности в стране, и пропаганда культуры народа. Благодаря министерству, в республике повсеместно открывались различного уровня школы, гимназии, школы для девочек, детские сады, краткосрочные учительские курсы, библиотеки, создавалась сеть больниц и фельдшерских пунктов в сельских местностях, велась борьба против инфекционных болезней.
1 сентября 1919 года Парламентом был приннят закон об учреждении Бакинского государственного университета. Открытие национального университета было важнейшей исторической заслугой деятелей Республики перед народом. Бакинский государственный университет сыграл незаменимую роль в сохранении идей Республики и достижении народом Азербайджана независимости вновь.
Правительство и парламент, уделявшие особое внимание развитию науки и образования в стране, прилагали большие усилия для ускорения подготовки национальных кадров в данной области. На основании предложения правительства Парламент принял закон об отправке в зарубежные страны 100 человек из азербайджанской молодежи для получения образования за счет государства. Создание парламентом специальной конкурсной комиссии в составе пяти человек во главе с М. Э. Расулзаде (Мехти бек Гаджинский, Ахмед бек Пепинов, Кара бек Карабеков, Абдулла бек Эфендизаде) для отбора молодых людей, подлежащих отправке за границу, указывает на то, какое большое внимание уделялось этому делу. На основании решения комиссии для получения высшего образования было отправлено во Францию 45 человек, в Италию — 23, в Англию — 10, в Турцию — 9 человек. 13 человек, отобранные для обучения в России, не смогли поехать туда из-за начала Гражданской войны.

## Парламент и внешняя политика
Для предотвращения приближавшейся опасности иностранной интервенции, Парламент и правительство АДР проводили большую работу для международного признания молодой республики. Парламентом было принято решение об отправке 28 декабря 1918 г. на Парижскую мирную конференцию специальной делегации во главе с председателем парламента А. М. Топчибашевым. Азербайджанской делегации, преодолев большие трудности удалось добиться признания Азербайджанской Демократической Республики де-факто рядом великих держав.
Одним из важнейших вопросов, постоянно привлекавших к себе внимание парламента и правительства Республики, был вопрос об отношениях с близкими соседями и границах. Несмотря на то, что отношения с Грузией были урегулированы после проведенной напряженной работы, азербайджано-армянские отношения не удалось направить в нормальное русло из-за крупных территориальных притязаний правительства Армении.
Был подписан ряд соглашений и договоров с соседним Каджарским Ираном, и эти документы были ратифицированы парламентом.
Постепенно укреплялись и развивались традиции парламентаризма, формировалась современнейшая парламентская культура.

## Принятие решений
На обсуждение парламента было вынесено более 270 законопроектов, из них около 230 были приняты. В подготовке, обсуждении и утверждении парламентских законов принимали участие депутаты от 11 фракций и групп.
В Парламенте действовало 11 комиссий: центральная комиссия по финансово-бюджетным, законодательным предложениям, проведению выборов в Собрание Учредителей, комиссии по мандатным, военным, аграрным вопросам, по запросам, хозяйственно-распорядительная комиссия, комиссии по вопросам контроля за использованием производственных мощностей страны, редакции и рабочих .
Деятельность парламента регулировалась на основании «Наказа (инструкции) парламента Азербайджана», специально составленного для этой цели.
М. Э. Расулзаде оценивал деятельность парламента Азербайджанской Народной Республики следующим образом:
Национальное собрание, представляя все классы и нации страны, являлось полноправным хозяином судьбы государства. Без него не исполнялся ни один приказ, не производилось никаких расходов, не начиналась ни одна война, не подписывалось ни одно перемирие. Правительство сохраняло свое существование, завоевав доверие парламента, и распускалось, если теряло его. Не было ни одного средства – должности, которая могла бы господствовать здесь. Парламент был абсолютным судьей.

## Конец деятельности парламента
В ночь с 26 на 27 апреля 1920 года 11-я Красная армия Кавказского фронта вторглась в Азербайджан. На чрезвычайном заседании парламента правительству было поручено приложить все усилия к ликвидации конфликта и вместе с тем принять необходимые меры для обороны страны. Была создана специальная делегация с чрезвычайными полномочиями под председательством Мамед Гасана Гаджинского и членов делегации М. Э. Расулзаде, К. Карабекова, А. Сафикюрдского, А. Кардашева, С. Агамалыоглы.

С раннего утра 27 апреля вооруженные отряды коммунистов начали занимать важнейшие объекты, как в черте города, так и на его окраинах. В этих условиях, делегация коммунистов предъявила Парламенту ультиматум о сдаче власти от имени Центрального Комитета Коммунистической (большевистской) Партии Азербайджана, Бакинского бюро Кавказского Краевого Комитета Коммунистической (большевистской) Партии России и Центральной Рабочей Конференции. Мамед Гасан Гаджинский, поддерживающий тесную связь с азербайджанскими большевиками, провел переговоры с коммунистами. Указанный ультиматум и итоги проведенных комиссией переговоров были обсуждены на последнем (145-м) заседании Парламента под председательством Мамед Юсифа Джафарова. Заседание началось 27 апреля в 20.45 часов вечера и продолжалось до 23.25 часов. По предложению М. Э. Расулзаде во время обсуждений двери Парламента были открыты для народа. М. Э. Расулзаде в своем выступлении заявил: 
Господа! Не будем выносить это историческое решение неведомо от народа. Откроем двери Парламента страны, чтобы каждый узнал, в насколько опасной ситуации мы находимся, какое решение мы примем. Поэтому, предлагаю не закрывать двери нашего собрания перед народом и не принимать решение без ведома народа.
М. Г. Гаджинский, сообщивший об ультиматуме, заявил, что власть сегодня вечером должна быть сдана коммунистам; Центральный Комитет АК(б)П заявляет, что в противном случае сделает все возможное для сдачи власти Красной Армии. Коммунисты также предупреждают, что если парламент не передаст им власть, то представленные в парламенте политические партии, в том числе, партия «Мусават» будут запрещены; М. Г. Гаджинский также сообщил, что коммунисты отказались рассматривать предложения Парламента и предупредили, что в случае не сдачи власти добровольно, вся ответственность за последствия этого действия ложится на членов Парламента. В конце своего выступления М. Г. Гаджинский призвал членов Парламента принять единственно правильное решение «во имя спасения народа» в нынешней ситуации. Но Самед ага Агамалыоглы, Кара бек Карабеков, Аслан бек Сафикюрдский, Мамед Эмин Расулзаде и Султан Меджид Ганизаде выступили против предложения М. Г. Гаджинского о безоговорочной сдаче власти коммунистам. Тем не менее, заявили, что для предотвращения пролития крови, они за сдачу власти коммунистам лишь на определённых условиях, и прежде всего, при условии сохранения независимости Родины. В итоге Парламент с большинством голосов принял решение о сдаче власти коммунистам на следующих условиях:
1. Сохраняется полная независимость Азербайджана, управляемого Советской властью;
2. Правительство, созданное Коммунистической Партией Азербайджана, будет временным органом;
3. Конечную форму управления Азербайджаном определяет высший законодательный орган Азербайджана в лице советов рабочих, крестьянских и солдатских депутатов, не зависящий от какого-либо давления со стороны;
4. Все служащие правительственных учреждений сохраняют свои места, за исключением тех, кто занимает ответственные должности;
5. Вновь созданное временное коммунистическое правительство гарантирует неприкосновенность жизни и имущества членов Парламента и Правительства;
6. Принимаются меры по предотвращению вторжения Красной Армии в город Баку с боем;
7. Новое правительство примет решительные меры имеющимися в его распоряжении средствами против всех внешних сил, преследующих подорвать независимость Азербайджана, независимо от их происхождения.
Таким образом, парламент Азербайджанской Демократической Республики и в этом своём последнем заседании, остался верным демократическим традициям и идеям независимости.

## Выборы
В стенографических отчетах Парламента Азербайджанской Республики отмечается, что выборы будут тайными, и из мусульман в Собрание Учредителей, то есть, в Парламент, в дополнение к 44 человекам, входящим в состав Национального Совета, будет избрано ещё 36 членов. Количественное соотношение подлежащих привлечению членов было следующее:
- Баку - 5
- Гекчайский уезд, Бакинская губерния - 2 (один город, один уезд).
- Джавадский уезд, Бакинская губерния - 2 (один город, один уезд).
- Кубинский уезд, Бакинская губерния - 3 (один город, два уезд)
- Ленкоранский уезд, Бакинская губерния - 2 (один город, один уезд).
- Шемахинский уезд, Бакинская губерния - 2
- Гянджа - 3 (один город, два уезд).
- Арешский уезд, Елизаветпольская губерния - 2 (один город, один уезд).
- Джаванширский уезд, Елизаветпольская губерния - 1
- Зангезурский уезд, Елизаветпольская губерния - 2
- Казахский уезд, Елизаветпольская губерния - 1
- Джебраильский уезд, Елизаветпольская губерния - 1
- Нухинский уезд, Елизаветпольская губерния - 2 (один город, один уезд).
- Шушинский уезд, Елизаветпольская губерния - 2 (один город, один уезд).
- Закатальский округ - 2 (один город, один край).
- Часть Эриванской губернии, входящая в Азербайджан - 3
- Часть Тифлисской губернии, входящая в Азербайджан - 1

— Из национальных меньшинств от армянского населения — 21 член: 8 — от Гянджинского комитета армянского населения, 8 — от Шушинского комитета армянского населения; и 5 — от Бакинского комитета армянского населения;
— из русского населения, от Бакинского русского национального совета — 10;
— от немецкой национальной организации — 1;
— от еврейского национального совета — 1;
— от грузинского комитета — 1;
— от польского комитета — 1;
— от Бакинского Совета Профсоюзов — 3;
— от Совета Бакинского съезда и торгово-промышленных обществ совместно — 2.

## Состав Парламента Азербайджанской Демократической Республики
Руководящий состав Парламента Азербайджанской Народной Республики представлен в следующей таблице:
| № | Фото | Имя и фамилия                   | Занимаемой должности         | Фракция      |
| - | ---- | ------------------------------- | ---------------------------- | ------------ |
| 1 |      | Алимардан бек Топчибашев        | Председатель Парламента      | Беспартийный |
| 2 |      | Гасан бек Агаев                 | 1-й заместитель председателя | Мусават      |
| 3 |      | Мамед Юсиф Джафаров             | 2-й заместитель председателя | Мусават      |
| 4 |      | Султан Меджид Ганизаде (Ганиев) | 3-й заместитель председателя | Иттихад      |
| 5 |      | Рагим бек Векилов               | Главный секретарь парламента | Социалисты   |
| 6 |      | Мехти-бек Гаджинский            | Секретарь парламента         | Мусават      |

Фракции Парламента Азербайджанской Народной Республики и члены фракции:

I. Фракция Мусават и Беспартийных
1. Мамед Эмин Расулзаде
2. Гасан бек Агаев
3. Насиб-бек Усуббеков
4. Халил бек Хасмамедов
5. Мамедгасан Гаджинский
6. Аббасгулу Кязымзаде
7. Муса бек Рафиев
8. Джавад-бек Мелик-Еганов
9. Мехти-бек Гаджинский
10. Мехди бек Гаджибабабеков
11. Рагим бек Векилов
12. Шафи бек Рустамбеков
13. Гаджи Салим Ахундзаде
14. Мустафа Махмудов
15. Асеф бек Шихалибеков
16. Абузар бек Рзаев
17. Ахмед Гамди Гараагазаде
18. Ага Аминов
19. Нариман бек Нариманбеков
20. Мирза Садыг Ахундзаде
21. Мусеиб бек Ахиджанов
22. Мустафа-бек Векилов
23. Мамедбагир Шейхзаманлы
24. Мамедали Расулзаде
25. Муртуза Ахундов
26. Рза бек Ахундов
27. Мамедрза ага Векилов
28. Джалил бек Султанов
29. Ашраф бек Тагиев
30. Мамед Юсиф Джафаров
31. Мирза Асадуллаев
32. Юсиф Ахмедзаде
33. Бахыш-бек Рустамбеков
34. Фатали хан Хойский
35. Ага бек Сафаралиев
36. Асадулла Ахмедов
37. Ага Ашуров
38. Гуламгусейн бек Казымбеков

II. Фракция Иттихад
1. Карабек Карабеков
2. Мир Ягуб Мехтиев
3. Газы Ахмед бек Мамедов
4. Джамиль Лемберанский
5. Везиров, Бахрам-бек
6. Султан Меджид Ганизаде
7. Гамдулла эфенди Эфендизаде
8. Зейнал бек Везиров
9. Гейбатгулу Мамедбейли
10. Али бек Зизикский
11. Гара бек Аливердилар
12. Асад бек Амиров
13. Искандар бек Ахундов

III. Фракция Ахрар
1. Аслан бек Кардашев
2. Хаджи Молла Ахмед Нурузаде
3. Мухтар эфенди Эфендизаде
4. Гариб Керимоглы
5. Байрам Ниязи Кичикханлы

IV.Фракция социалистов
1. Самед ага Агамалыоглы
2. Алигейдар Караев
3. Гасым бек Джамалбеков
4. Гаджи Керим Санылы
5. Ахмед бек Пепинов
6. Джамо бек Гаджинский
7. Рза бек Гарашарлы
8. Аслан бек Сафикюрдский
9. Ибрагим Абилов
10. Багир Рзаев
11. Владислав Бакрадзе
12. Акбер ага Шейхулисламов
13. Ибрагим Исмаилзаде
14. Аббас бей Атамалибеков

V. Внепартийные
1. Бахрам бек Ахундов
2. Бехбуд хан Джаваншир
3. Абдулали бек Амирджанов

VI. Беспартийные
1. Алимардан бек Топчибашев
2. Самед бек Мехмандаров
3. Худадад бек Мелик-Асланов
4. Баба бек Габулзаде

VII. Левые Беспартийные
1. Абдулла бек Эфендизаде

VIII. Фракция Славяно-Русского Общества
1. Виктор Кленевский
2. Василий Кравченко
3. Сергей Ремизов
4. Федор Котылевский
5. Владимир Оллонгрен

IX. Фракция национальных меньшинств
1. Лоренц Кун
2. Моисей Гухман
3. Станислав Вонсович
4. Василь Кужим

X. Армянская фракция
1. Аршак Паронян
2. Ерван Тагианосов
3. Исаак Ходжаев
4. Степан Тагианосов
5. Георгий Шахназаров

XI. Фракция Дашнакцютун
1. Аршак Малхазян
2. Хорен Амаспюр
3. Погос Чубарлы
4. Абгар Папьян
5. Александр Тер-Азарян
6. Богдан Балаянц

## Канцелярия Парламента
- Мамед ага Векилов, начальник канцелярии
- Шафига Эфендизаде, помощник начальника
- Гусейн бек Мирзаджамалов, начальник отдела законодательства
- Аббасали бек Гаджизаде, начальник административного отдела
- Мамедсаид Ахундов, специальный секретарь председателя
- Габиб Бабазаде, делопроизводитель
- Джамал Пашазаде, делопроизводитель
- Газанфар Султанов, делопроизводитель
- Джамаладдин Мамедзаде, делопроизводитель
- Зейналабдин Гезалзаде, делопроизводитель
- Джейран Ширинзаде, делопроизводитель
- Станислав Вонсович, делопроизводитель
- Гасан Мустафазаде, делопроизводитель
- Агалар Искандаров, делопроизводитель
- Мир Асадулла Сеидмамедов, бухгалтер
- Аббасали Аскерзаде, помощник бухгалтера
- Алиаббас Мамедов, помощник бухгалтера
- Рубаба Ягубзаде, регистратор
- Мир Бадраддин Сеидзаде, регистратор
- Рза бек Султанов, врач парламента
- С.Пашазаде, канцелярский служащий
- Ф.Мустафазаде, канцелярский служащий
- Иззат Гусейнов, канцелярский служащий
- Г.Зейналзаде, канцелярский служащий
- А.Шейхзаманов, канцелярский служащий
- Алирза Атаев, редактор по русскому языку
- Гусейн Садыгов, редактор по тюркскому языку